# Pavage grand rhombitrihexagonal
Le pavage grand rhombitrihexagonal est, en géométrie, un pavage semi-régulier du plan euclidien, constitué de carrés, d'hexagones et de dodécagones.